# الوادي، إب
الوادي هي إحدى قرى الجمهورية اليمنية. تتبع جغرافيا لمحافظة إب وإداريًا لمديرية حزم العدين. يبلغ تعداد سكانها 1703 نسمة حسب الإحصاء الذي أجري عام 2004.